# Jūnisho (stacja kolejowa)
Jūnisho (jap. 十二所駅 Jūnisho-eki) – stacja kolejowa w Ōdate w prefekturze Akita.

## Położenie
Stacja położona jest w dzielnicy Jūnisho, na osiedlu Aramachi.

## Linie kolejowe
Stacja znajduje się na linii Hanawa-sen, między stacjami Sawajiri i Ōtaki-Onsen.

## Historia
Powstała 25 grudnia 1915.